# Bosel (Bischof)
Bosel war der erste Bischof von Worcester. Er wurde 680 zum Bischof geweiht und trat sein Amt im gleichen Jahr an. Er gab sein Amt 691 wieder  auf.